# چرچ هیل (میسیسیپی)
چرچ هیل (به انگلیسی: Church Hill) یک منطقهٔ مسکونی در ایالات متحده آمریکا است که در شهرستان جفرسون، میسیسیپی واقع شده‌است. چرچ هیل ۱۰۷ نفر جمعیت دارد و ۶۴٫۹۲ متر بالاتر از سطح دریا واقع شده‌است.